# Agde
Agde is een gemeente in het Franse departement Hérault (regio Occitanie). De gemeente telde 29.612 inwoners op 1 januari 2022.

## Geografie
De oppervlakte van Agde bedroeg op 1 januari 2022 50,81 vierkante kilometer; de bevolkingsdichtheid was toen 582,8 inwoners per km². Het stadje ligt op een heuvel op ongeveer 4 km van de zee. Het Canal du Midi sluit via de ronde sluis van Agde aan op de Hérault.
De badplaats Cap d'Agde hoort bij de gemeente, evenals de stranden en het dorpje Le Grau d'Agde bij de monding van de Hérault.

De onderstaande kaart toont de ligging van Agde met de belangrijkste infrastructuur en aangrenzende gemeenten.

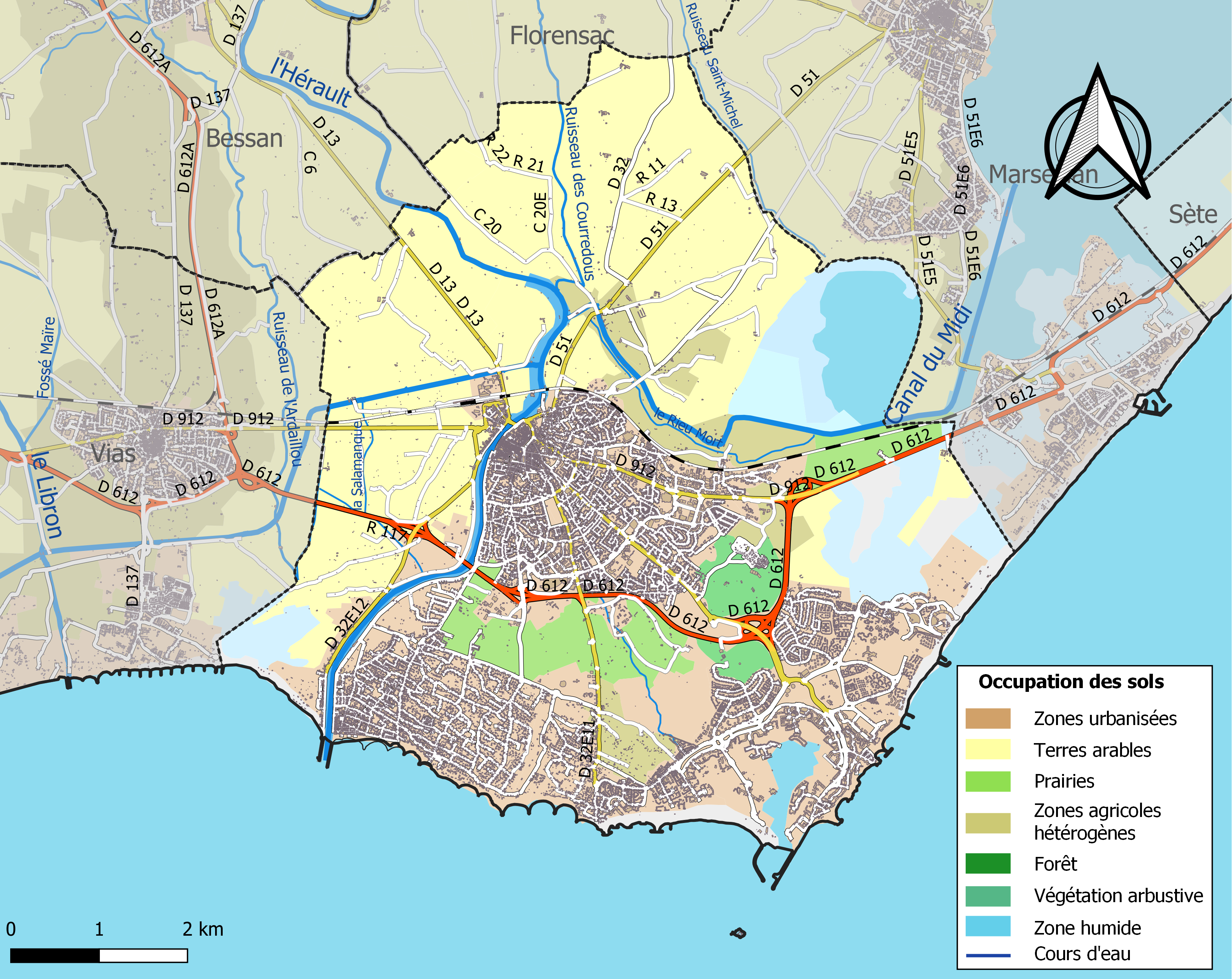

## Verkeer en vervoer
In de gemeente ligt het spoorwegstation Agde.
Agde ligt op het kruispunt van twee waterwegen, de rivier Hérault en het Canal du Midi. In het kanaal ligt een bijzondere sluis met drie toegangen, terwijl alle andere schutsluizen twee toegangen hebben. De pleziervaartuigen kunnen vanuit hier westwaarts richting Béziers, oostwaarts in de richting van de Étang de Thau en zuidwaarts naar de benedenloop van de Hérault.

## Demografie
Onderstaande figuur toont het verloop van het inwonersaantal van Agde vanaf 1962.

## Geschiedenis
Agde is een van de oudste steden van Frankrijk, gesticht in de 7e eeuw v.Chr. vanuit Phocaea als een Griekse kolonie met de naam Agathe Tyche. Het was een ommuurde stad die via haar haven handel dreef met andere kuststeden. De stadsmuur was 850 meter lang en omsloot een gebied van 4 ha. De Latijnse naam van de stad tijdens de periode van het Romeinse Rijk was Agathe. In de Laat-Romeinse tijd werd Agde een bisdom. Aan het einde van de 5e eeuw bezetten de Visigoten de stad. In 506 vond het Concilie van Agde plaats. De plaats werd ingenomen door de Saracenen en bij de verovering door Karel Martel aan het begin van de 8e eeuw grotendeels vernield.

### Middeleeuwen
In de vroege middeleeuwen was het gezag verdeeld over de bisschop van Agde en een burggraaf. Aan het einde van de 12e eeuw kochten de bisschoppen van Agde ook de wereldlijke macht over Agde en zouden (burg)graven van Agde blijven tot de Franse Revolutie. Toen werden de feodale instellingen maar ook het bisdom afgeschaft. In 1286 plunderde Roger de Loria, legerleider van Peter III van Aragón, de stad. In 1348 en 1372 werd de stad getroffen door de pest. Aan het einde van de 14e eeuw kreeg de haven van Aigues-Mortes van koning Lodewijk IX voorrechten op de zeehandel in Languedoc. Maar door de verzanding van de haven van Aigues-Mortes kon de handel vanuit Agde herstellen.

### Vroegmoderne tijd
Vanaf 1586 werd Fort Brescou gebouwd om de haven te beveiligen. In de 17e eeuw wilde kardinaal de Richelieu van Agde een militaire haven maken door de bouw van een pier, maar bij zijn dood bleef de pier onafgewerkt en werden de plannen opgeborgen door de verzanding van de haven. Agde bleef een belangrijke haven en scheepswerf tot halfweg de 19e eeuw toen de haven te ondiep bleek voor de nieuwe, grotere schepen. De stad richtte zich vanaf de 18e eeuw steeds meer op de wijnbouw.

### Moderne tijd

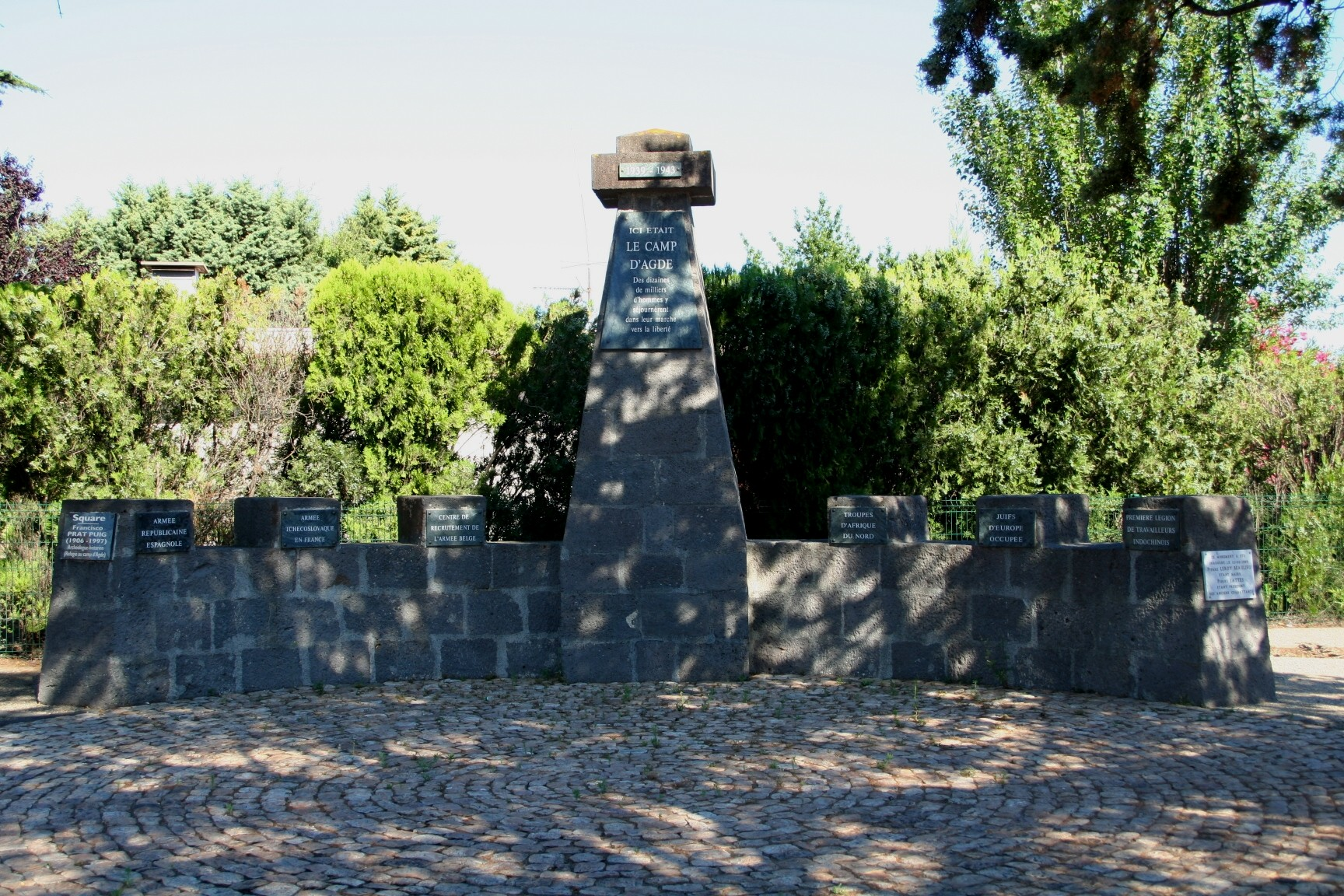
Monument bij het Camp d'Agde

In 1841 werd het spoorwegstation geopend.
Voor en tijdens de Tweede Wereldoorlog was er aan de rand van het stadje een berucht legerkamp, dat in eerste instantie diende voor de opvang van vluchtelingen van de Spaanse Burgeroorlog. Er was plaats voor zo'n 20.000 mensen, maar dat aantal werd meermaals overschreden. Eind mei 1940 werd een deel van het kamp georganiseerd als opvang van honderden zogenaamde CRAB's, Belgische jonge reserverekruten. Al snel stond het kamp bekend als 'de hel van Agde'. In september 1940 werd het kamp omgevormd tot een doorgangskamp voor naar schatting 2000 Duitse en Oostenrijkse joden. In 1942 werd het grootste deel van hen doorgestuurd naar andere Franse kampen. De kustlijn van Agde werd door de Duitsers versterkt.
In de jaren 1960 werd beslist om Agde uit te bouwen voor het kusttoerisme en in 1970 werd begonnen met de bouw van de badplaats Cap d'Agde.

## Bezienswaardigheden
Het kuststadje heeft een rijke geschiedenis, met de 12de-eeuwse Romaanse kathedraal Saint-Étienne aan de oevers van de Hérault als een van de pronkstukken. Andere historische kerken zijn de Saint-André en de Saint-Sever (beide uit de 16e eeuw).
Andere bezienswaardigheden zijn de resten van de stadsmuur, die deels stammen uit de 4e eeuw v.Chr. en deels uit de middeleeuwen. Ook zijn er het Maison consulaire in renaissancestijl, rijke burgerhuizen uit de 17e eeuw en het Fort Brescou op een eilandje voor de kust.
Het moderne Cap d'Agde werd vormgegeven door architect Jean Le Couteur.

### Afbeeldingen

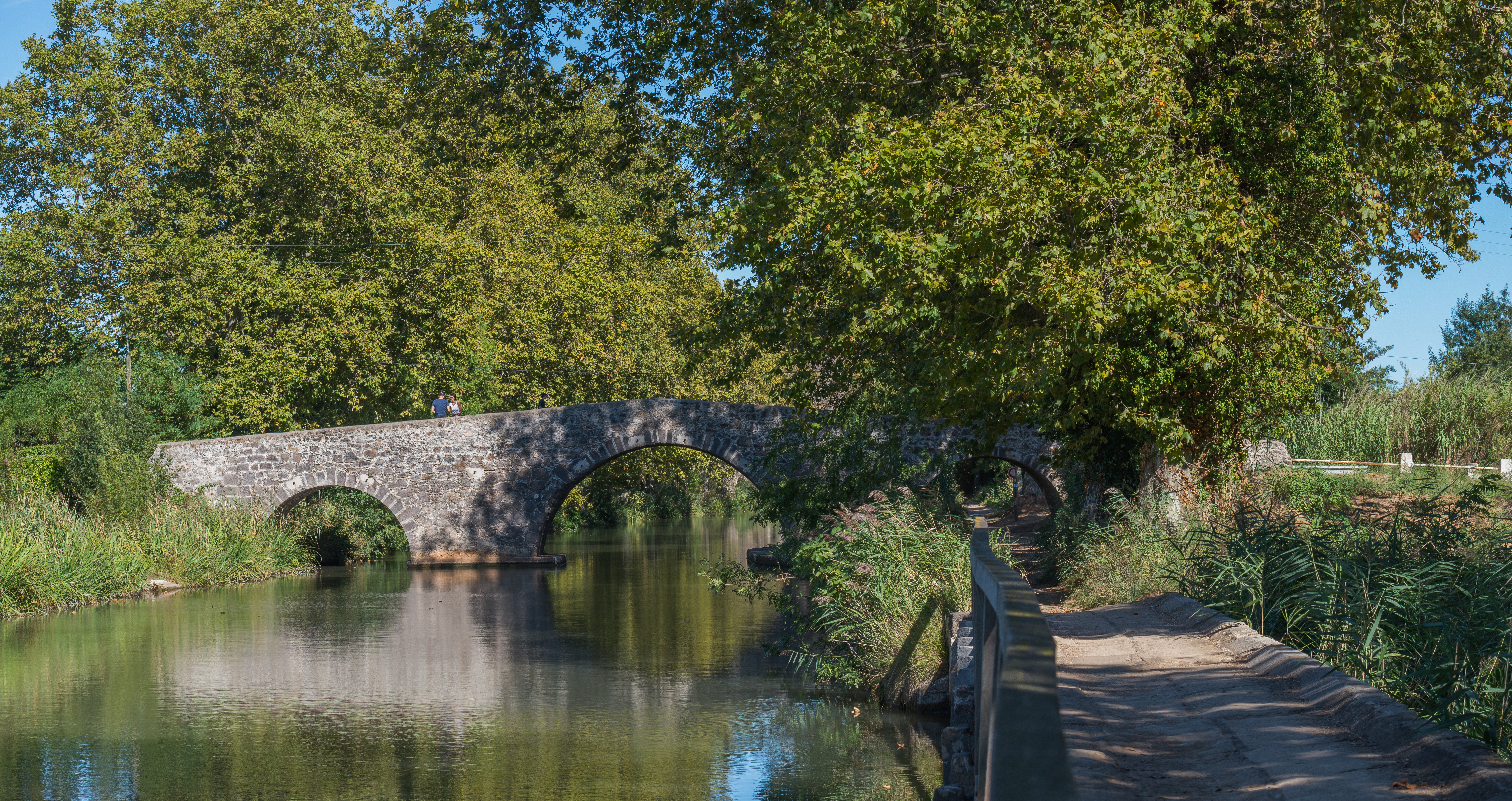
Pont Saint-Joseph
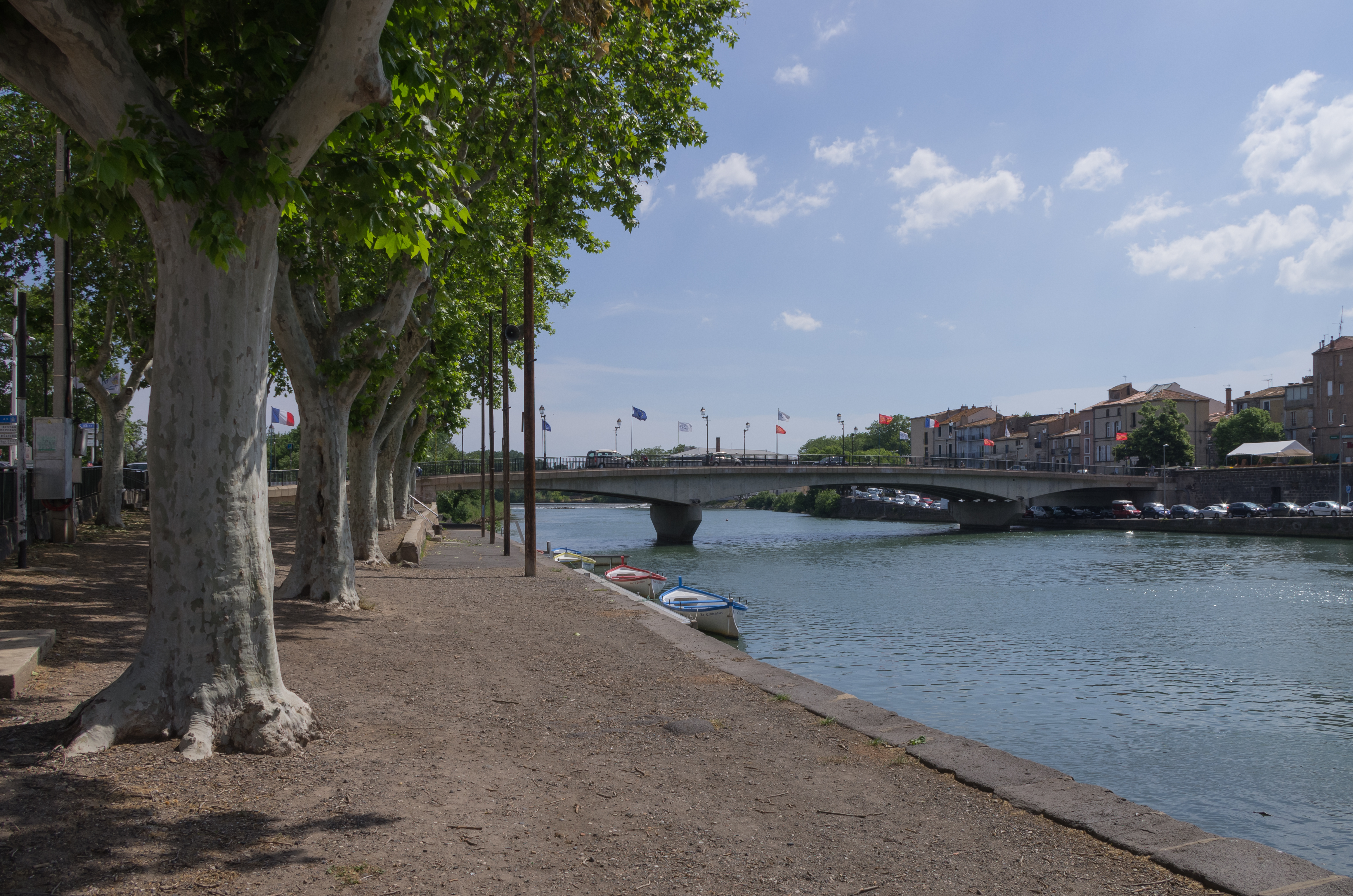
Hérault
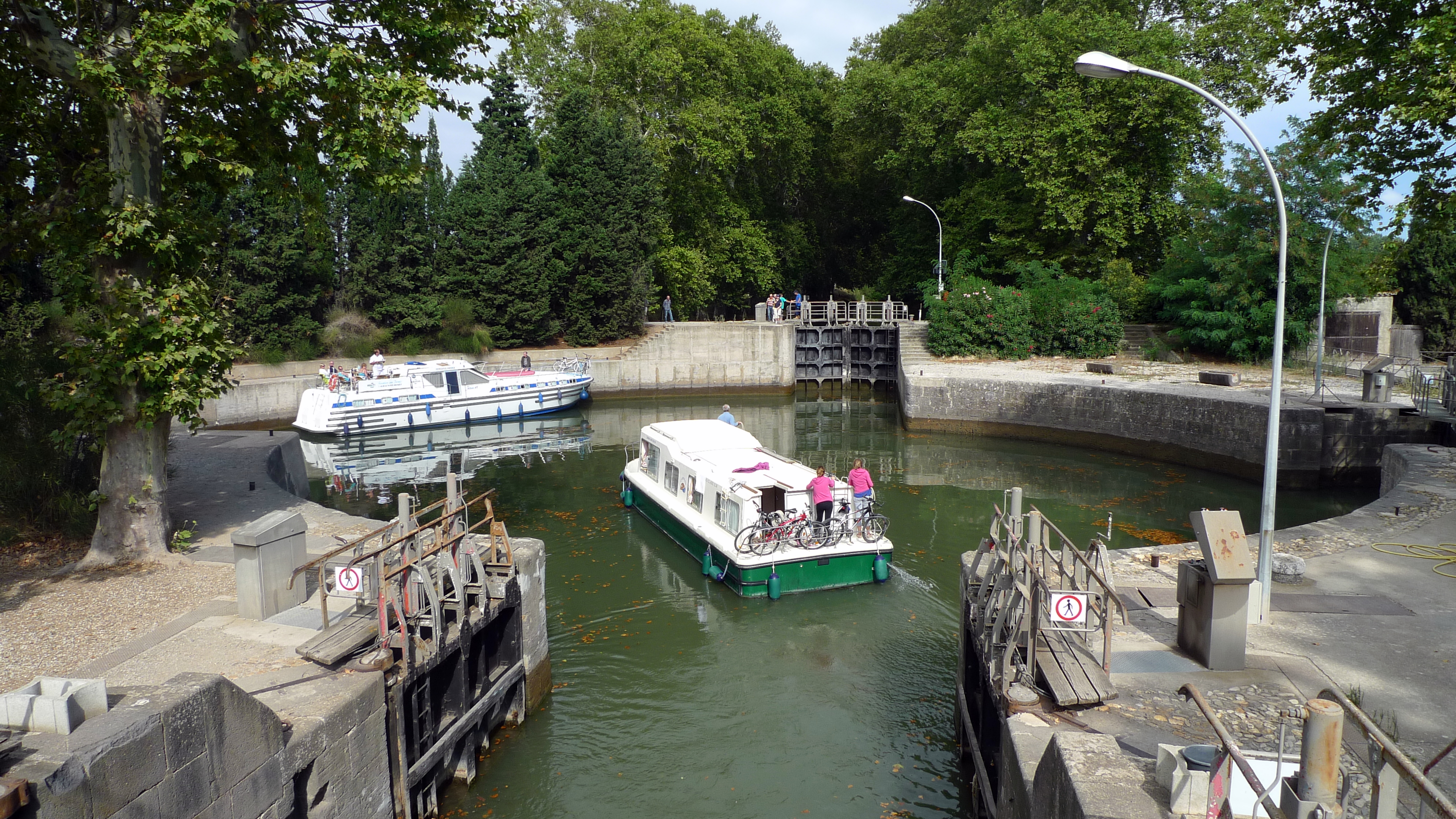
De bijzondere schutsluis van Agde
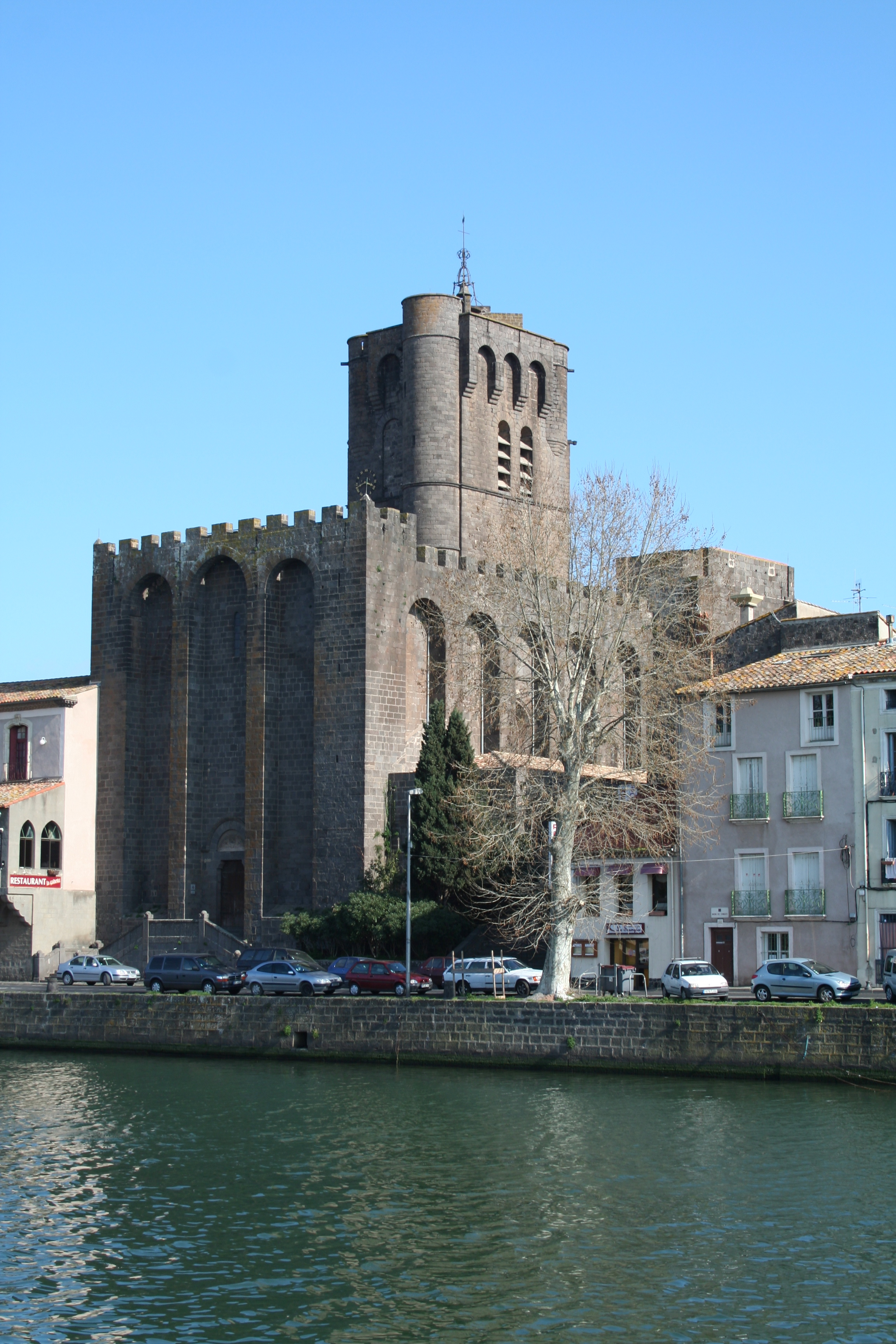
Kathedraal
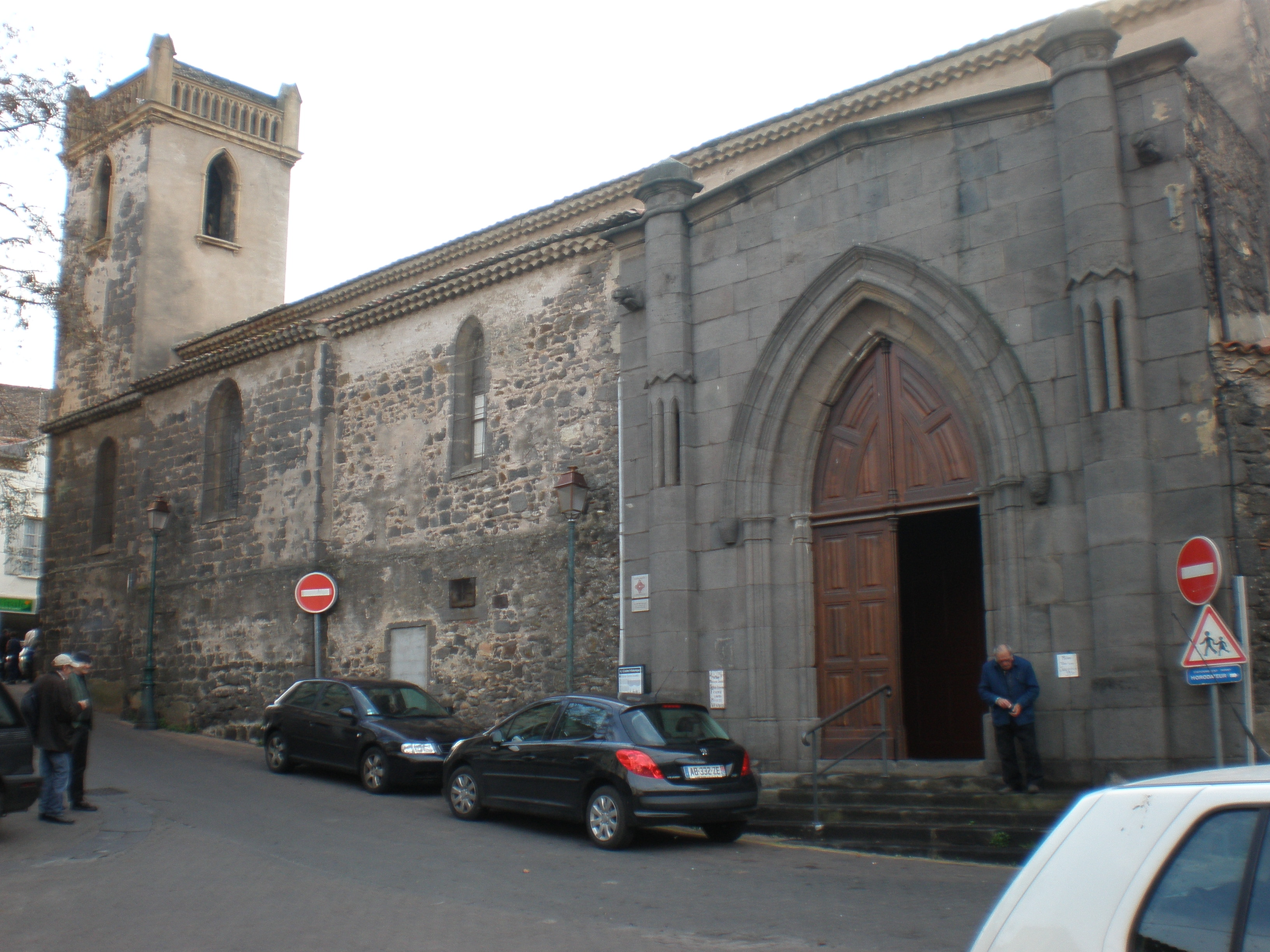
Kerk Saint-André
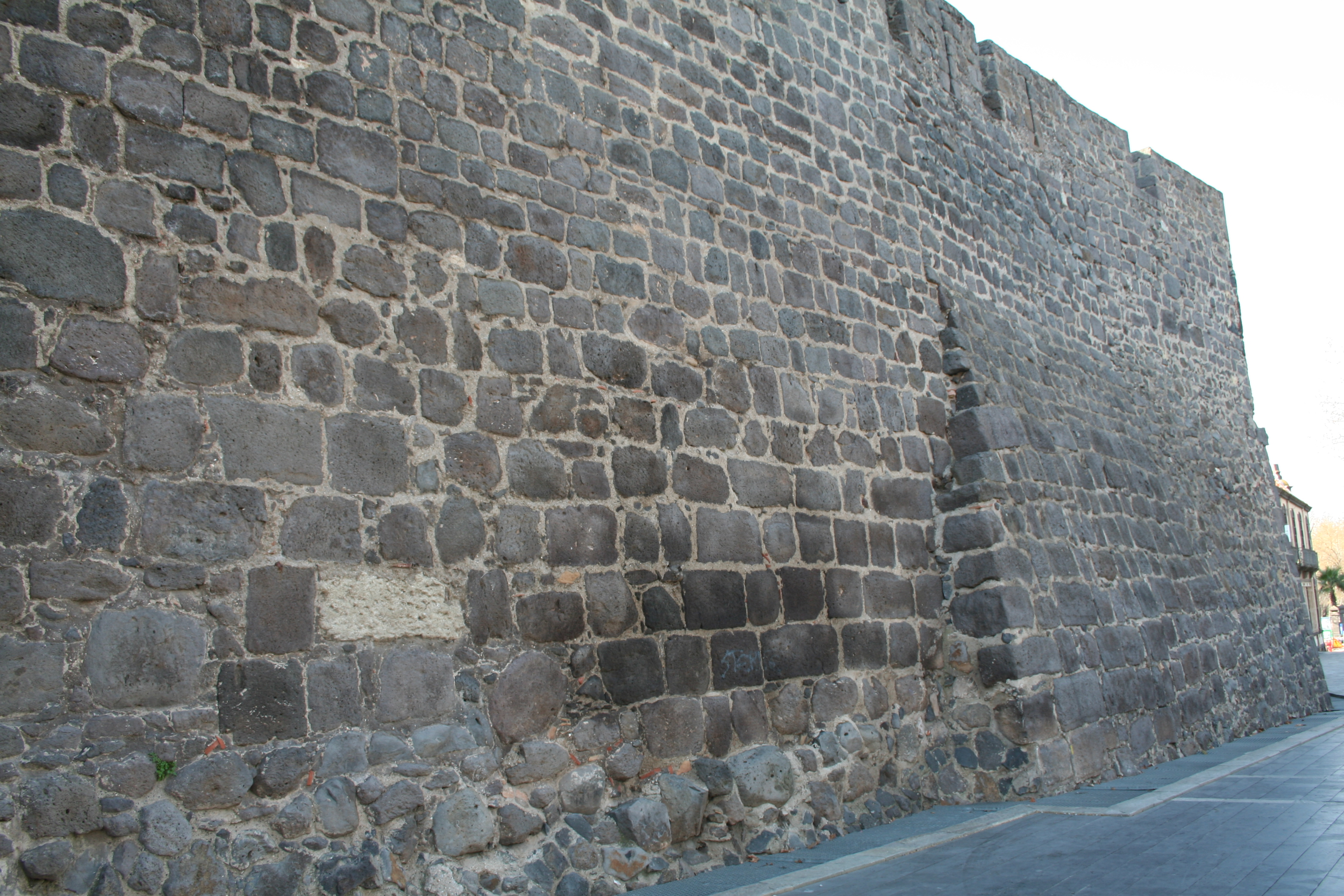
Stadsmuur
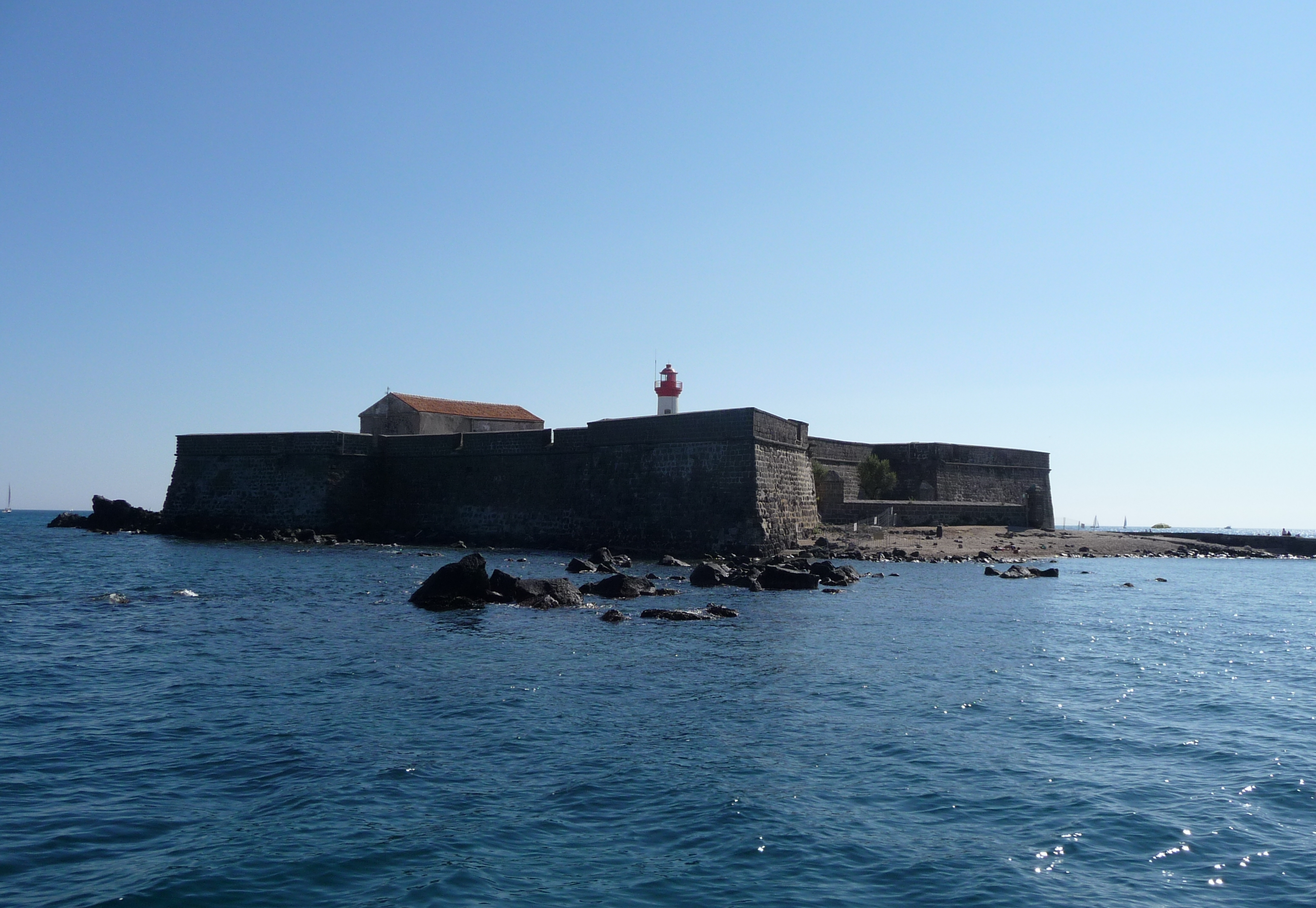
Fort Brescou

## Sport
Agde was eenmaal startplaats van een etappe in de Tour de France.

## Geboren
- Claude Terrisse (1598-1673), reder en kaper
- Charles Dellon (1649-rond 1710), arts en schrijver